# 1925 no jornalismo
Nesta página encontrará referências aos acontecimentos directamente relacionados com o jornalismo ocorridos durante o ano de 1925.

## Eventos
29 de Julho foi fundado o Jornal O Globo

## Nascimentos
| Data           | Nome                           | Profissão                     | Nacionalidade         | Observações | Ref   |
| -------------- | ------------------------------ | ----------------------------- | --------------------- | ----------- | ----- |
| 1 de fevereiro | Daniel Damásio Ascensão Filipe | poeta e jornalista            | Portugal (Cabo Verde) | m. 1964     | [ 1 ] |
| 20 de abril    | Randal Juliano                 | jornalista, ator e radialista | Brasil                | m. 2006     |       |
| 19 de julho    | Alfredo Farinha                | jornalista                    | Portugal              | m. 2009     |       |
| 20 de outubro  | Art Buchwald                   | humorista                     | Estados Unidos        | m. 2007     |       |

## Mortes
| Data | Nome | Profissão | Nacionalidade | Observações | Ref |
| ---- | ---- | --------- | ------------- | ----------- | --- |